# Chinelagem

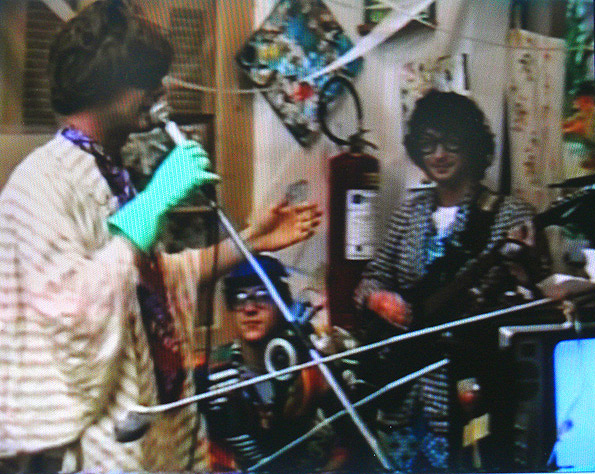
Apresentação da banda Aristóteles de Ananias Jr na performance Chinelizemo a Vernica, 1994, na Casa de Cultura Mario Quintana.

Chinelagem ou chinelice é uma expressão do regionalismo do Rio Grande do Sul, no Brasil, mais especificamente da região de Porto Alegre. Foi integrada a um socioleto de bandas de rock locais, indicando uma estética e uma ideologia baseadas no descompromisso e na rebeldia em relação às normas culturais dominantes.

## Definição
O conceito, segundo Luís Augusto Fischer, em seu Dicionário de Porto-Alegrês, provém de "chinelão", definido como "altamente depreciativo, um xingamento forte. Chamar alguém de chinelão equivale a dizer que o insultado é bagaceiro, pobre, mal arrumado, descomposto, mal educado, tudo isso junto. Também se usa, mais contemporaneamente, dizer chinelo, no mesmo sentido. Usa-se a forma feminina, também, chinelona". Daí que chinelagem seria os atributos e comportamento do chinelão.
Fabricio Lopes da Silveira o define como derivado do hábito de andar de chinelos de dedo, mas com associações semelhantes, como sinal de uma atitude de desprendimento em relação às convenções sociais: "andar à vontade, descompromissar-se, não se preocupar, não se levar muito a sério; quer dizer alguma coisa mal feita ou feita sem muita dedicação. (...) [chinelão seria] alguém bagaceiro, tosco e vulgar, mal-arrumado, sem educação". Para Márcio Ezequiel, significa "atitude ou coisa de mau gosto. [...] É a tosqueira elevada ao totalmente sem noção".
Hoje o conceito está largamente difundido pelo Brasil, tanto na intenção pejorativa inicial — mas tendo expandido seu significado para incluir o crime, a traição, a pornografia e outros desvios da norma —, como para a afirmação de uma identidade e uma postura deliberada nos mais variados domínios da cultura, da arte e do comportamento.

## Chinelagem na música
O termo foi apropriado por grupos de rock entre as décadas de 1980 e 1990, quando ocorreu uma grande proliferação de bandas e selos independentes em Porto Alegre, na intenção de significar essa atitude casual e despojada, baseada no à-vontade, no improviso, mas também na contestação dos costumes, que caracteriza a postura de bandas como Graforréia Xilarmônica, Comunidade Nin-Jitsu e Cascavelletes. Felipe Estivalet diz que "a chinelagem é um tipo de anti-profissionalismo", e acrescenta: "Desde os anos 80, a chamada cena underground caracterizou-se por um despojamento no tipo de produção tanto em termos de fonogramas, como na produção de shows, apoiada na caracterização do improviso ou no que muitas bandas e artistas definiam como a grande característica do rock independente gaúcho: a chinelagem". Júpiter Maçã usou o termo na música "Pictures and Paintings", incluída em A Sétima Efervescência, um dos seus álbuns mais marcantes, e que inicia assim: "Quero toda a sua chinelagem / Quero a metade do seu micro-ponto / [...] / Amei o seu estilo e o seu cabelo, curto e grudado na testa / Até parece que você não toma banho".

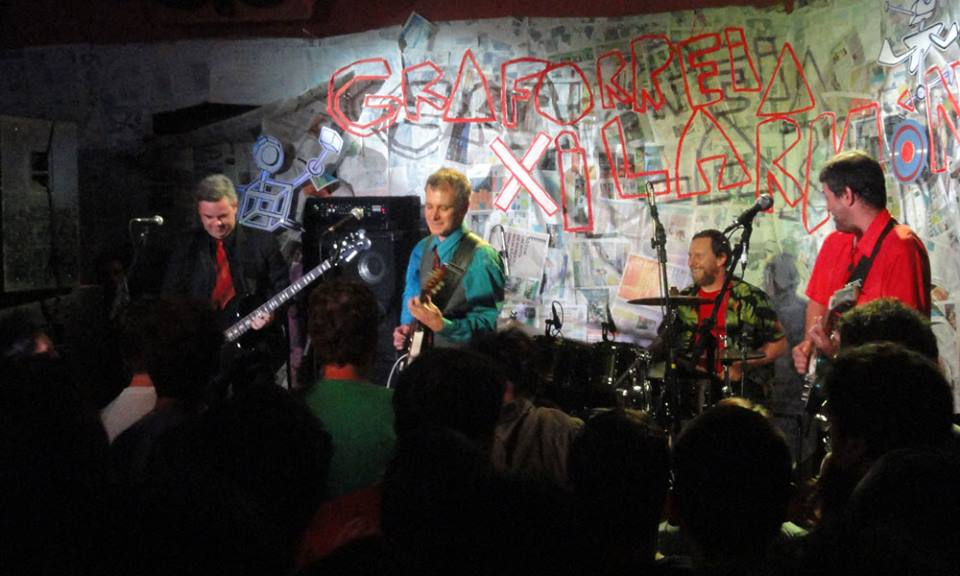
A Graforréia em apresentação no Bar Ocidente.

Essa estética está intimamente ligada à tecnologia lo-fi, adotada por aquelas e outras bandas na prática de gravações caseiras e improvisadas, onde o "defeito" técnico se transforma em parte da própria linguagem da arte e um dos seus indicativos identitários mais fortes, valorizando a autenticidade e a independência em relação às tendências do mainstream. Também está ligada à cultura punk e ao brega, ao uso de figurinos retrô ou descompostos, cenários trash, e aos recursos do humor, da paródia e do nonsense.
No contexto do rock gaúcho, esses componentes de irreverência e anarquia parecem, segundo Ivan Bonfim, "sublimar uma forma de resistência ao caráter conservador atrelado à identidade gaúcha", mostrando, além disso, uma aversão ao regionalismo consagrado pela oficialidade, que tem na figura do gaúcho o seu protótipo. O Bar Ocidente e a Garagem Hermética foram espaços principais para a chinelagem musical rio-grandense. A Garagem ofeceria um troféu, o Garagito, uma espécie de Oscar da subcultura, "para premiar essa chinelagem toda", como lembrou um dos seus fundadores, Ricardo Kudlka.
Humberto Gessinger, apesar de criticar seus excessos, ao mesmo tempo atesta a ampla penetração cultural do conceito: "Ter 3, 4 caras que fazem piadinhas legais, bacanas, nonsense, é legal, mas todo mundo fazendo isso chega uma hora que tu diz: "Caralho! Com quem é que eu posso falar sério sem me considerarem um chato? Tudo é meio [imitando um chinelão]: 'Pô legal, podre, pô legal!'. Aqui no sul, então, isso é exagerado pra caramba, porque as gírias são todas voltadas para o que é ruim é bom, chinelagem é que é legal. Isso é bacana, mas chega uma hora que enche um pouco o saco".
Por outro lado, de acordo com Amaral & Amaral, o rock independente sulino, que foi antes bastante identificado por essa estética, agora movimenta-se para longe dela: "Com o crescimento e a competitividade do mercado independente e a intensa utilização das plataformas de música online para a divulgação das bandas e artistas, hoje há uma reconfiguração desse mercado, uma vez que o investimento na produção aumentou, bem como a preocupação com questões de marketing, estéticas visuais, etc (para além do suposto "descomprometimento" anteriormente relacionado ao rock independente).